# Winde (vis)
De winde (Leuciscus idus) is een zoetwatervis die tot de karperachtigen behoort. Hij wordt ook wel windvoorn of zilverwinde genoemd.

## Algemeen
De vis komt voor in open water. Hij kan na 6 jaar een lengte van 30 cm bereiken. Hij kan echter tot 80 cm lang worden. Exemplaren van ca. 50 cm zijn niet zeldzaam.

## Herkenning
Het oog van de winde is kleurloos, hij heeft relatief kleine schubjes (55-61 schubben langs de zijlijn). De andere voorns hebben allemaal minder schubben. De winde heeft een grote bek, maar niet zo groot als die van de kopvoorn. Grote exemplaren worden vaak wat bronskleurig, terwijl vissen tussen de 20 en 35 cm zilverkleurig zijn. De vinnen zijn rozerood. Oudere windes krijgen ook een steeds hogere en dikkere lichaamsbouw.

## Ecologische betekenis

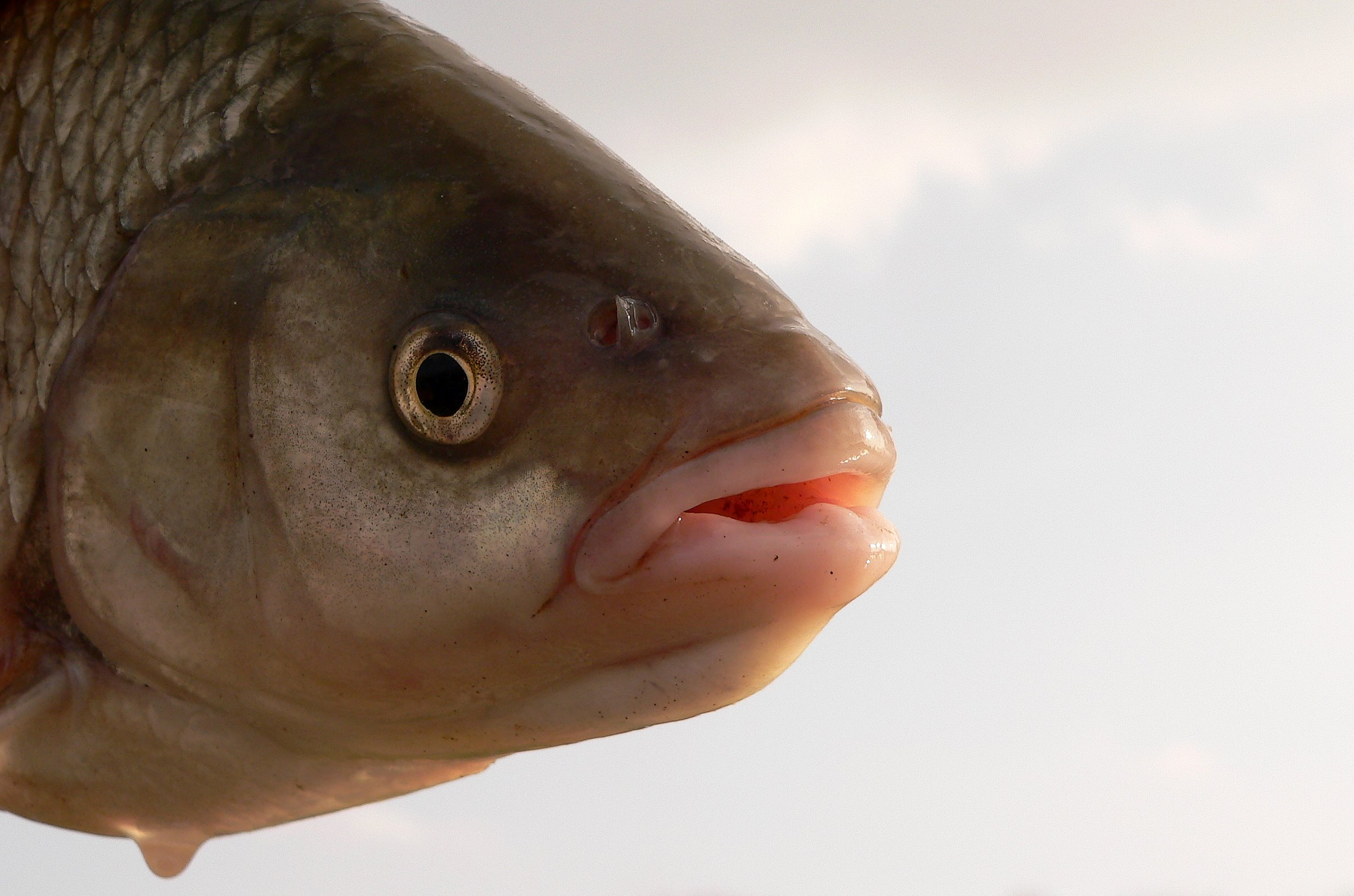

De winde is voor zijn voortplanting aangewezen op stromend water, maar paait ook wel aan de oevers van het IJsselmeer. Aan het einde van de winter trekt de winde in grote scholen stroomopwaarts en kan daarbij over flinke afstanden trekken. Dit trekgedrag is uitgebreid onderzocht. Het trekgedrag verschilt zowel per individuele vis, als wel per locatie. Windes in de Elbe trokken verder en waren minder plaatstrouw dan windes in de Vecht. Sommige blijven steeds op dezelfde plaats, andere maken trektochten van meer dan 100 km tussen paaiplaats en overwinteringsgebied.
Windes hebben een relatief grote bek en eten vaak kleine witvis, daarom worden ze ook vaak met klein kunstaas aan de hengel gevangen. De keeltanden van de winde zijn erg sterk en scherp zodat ze stevig voedsel kunnen vermalen, net als de karper.

## Natuurbeheer en wettelijke regels
De winde is afhankelijk van vistrappen voor het bereiken van de paaigronden. Aangezien veel paaigronden gedurende langere tijd voor de winde afgesloten waren, is het de vraag of ze nadat routes geopend zijn, de weg terug vinden. Zo blijkt uit onderzoek dat er stuwen in de Overijsselse Vecht zijn die maar eens in de drie tot vijf jaar passeerbaar zijn voor de winde. In de grote rivieren zijn windes de laatste decennia talrijk.
De winde staat in de Visserijwet, er geldt een minimummaat van 30 cm en een gesloten tijd van 1 april tot 1 juni. Daarnaast staat de soort als 'gevoelige soort' op de rode lijst.

## Ondersoorten
- goudwinde, Leuciscus idus melanotus
- blauwe winde, Leuciscus idus caeruleus
- zilverwinde, Leuciscus idus hilarus